# 阪南郵便局
阪南郵便局（はんなんゆうびんきょく）は、大阪府阪南市にある郵便局。民営化前の分類では集配普通郵便局であった。

## 概要
- 住所：〒599-0299 大阪府阪南市黒田242-2

## 沿革
- 1872年2月3日（明治4年12月25日） - 尾崎（おざき）郵便取扱所として開設[1]。
- 1875年（明治8年）1月1日 - 尾崎郵便局となる。
- 1880年（明治13年） - 為替取扱を開始。
- 1881年（明治14年） - 貯金取扱を開始。
- 1965年（昭和40年）5月16日 - 電話交換および和文電報配達業務を、尾崎電報電話局に移管[2]。
- 1976年（昭和51年）4月19日 - 泉南郡阪南町尾崎町から阪南町黒田に移転するとともに、阪南郵便局に改称。
- 1977年（昭和52年）8月1日 - 特定郵便局から普通郵便局に局種別改定。
- 1999年（平成11年） - 外国通貨の両替および旅行小切手の売買に関する業務取扱を開始。
- 2007年（平成19年）10月1日 - 民営化に伴い、併設された郵便事業阪南支店に一部業務を移管。
- 2012年（平成24年）10月1日 - 日本郵便株式会社発足に伴い、郵便事業阪南支店を阪南郵便局に統合。

## 取扱内容
- 郵便、印紙、ゆうパック、内容証明
- 貯金、為替、振替、振込、国際送金、国債、投資信託
- 生命保険、バイク自賠責保険、自動車保険
- ゆうちょ銀行ATM
- 「599-02xx」区域（阪南市全域）の集配業務
- ゆうゆう窓口

## 風景印
- 図案は和泉石石灯籠、山中渓町並み、紀泉高原自然休養林。局名表記は「阪南」
- 使用開始日は1986年（昭和61年）9月12日

## 周辺
- 阪南市立保健センター
- 阪南市立鳥取中学校

## アクセス
- 南海本線 尾崎駅もしくは鳥取ノ荘駅から徒歩約13分
- 阪南市コミュニティバス（さつき号） 保健センター停留所下車
- 阪和自動車道 泉南ICもしくは阪南ICから北西へ約3.5km
- 大阪府道752号和歌山阪南線 黒田南交差点を北へ折れてすぐ
- 駐車場あり：15台